# برنامه پاداش نقدی
برنامهٔ پاداش نقدی (انگلیسی: Cashback reward program) یک برنامهٔ مشوق مالی است، که توسط شرکت‌های اپراتور کارت‌های اعتباری یا سیستم‌های واسط خرید بکار گرفته می‌شود و بر پایهٔ آن، درصدی از مبلغی که جابجا می‌شود، به مالک کارت بازپرداخت می‌گردد. بسیاری از صادرکنندگان کارت‌های اعتباری در بریتانیا و ایالات متحده، برنامه‌های پاداش نقدی را با هدف تشویق مشتریان خود به استفاده از کارت، اجرا می‌کنند. این مزایا اغلب بین ۰٫۵٪ تا ۲٪ از هزینه‌های خالص را به عنوان تخفیف سالانه به مشتریان خود بازپرداخت می‌کنند.

## نحوهٔ کارکرد
در این مدل شرکت‌های صادر کننده کارت بانکی یا سیستم‌های واسط در ازای معرفی مشتری به فروشگاه‌ها مبلغی به عنوان کمیسیون دریافت می‌کنند. قسمتی از این کمیسیون دریافتی به عنوان سهم مشتری و تحت عنوان «کش‌بک» به مشتری برگردانده می‌شود.

## کش‌بک در خریدهای اینترنتی
مدل ارائه کش‌بک در خریدهای اینترنتی نیز ارائه شده است. در این مدل در صورت خرید از طریق پلتفرم‌های واسط، مبلغی از وجه پرداختی تحت عنوان کش‌بک به حساب مشتری برگشت داده می‌شود. این درصد در برخی از موارد تا ۳۰٪ نیز لحاظ می‌شود. مطرح‌ترین وبسایت‌های ارائه این سرویس در خارج از ایران وبگاه‌های راکوتن و تاپ کش‌بک هستند. در ایران نیز برخی از سرویس‌ها نظیر تخفیفان و کشینه این خدمت را ارائه می‌کنند.